# Генц, Вильгельм Карл

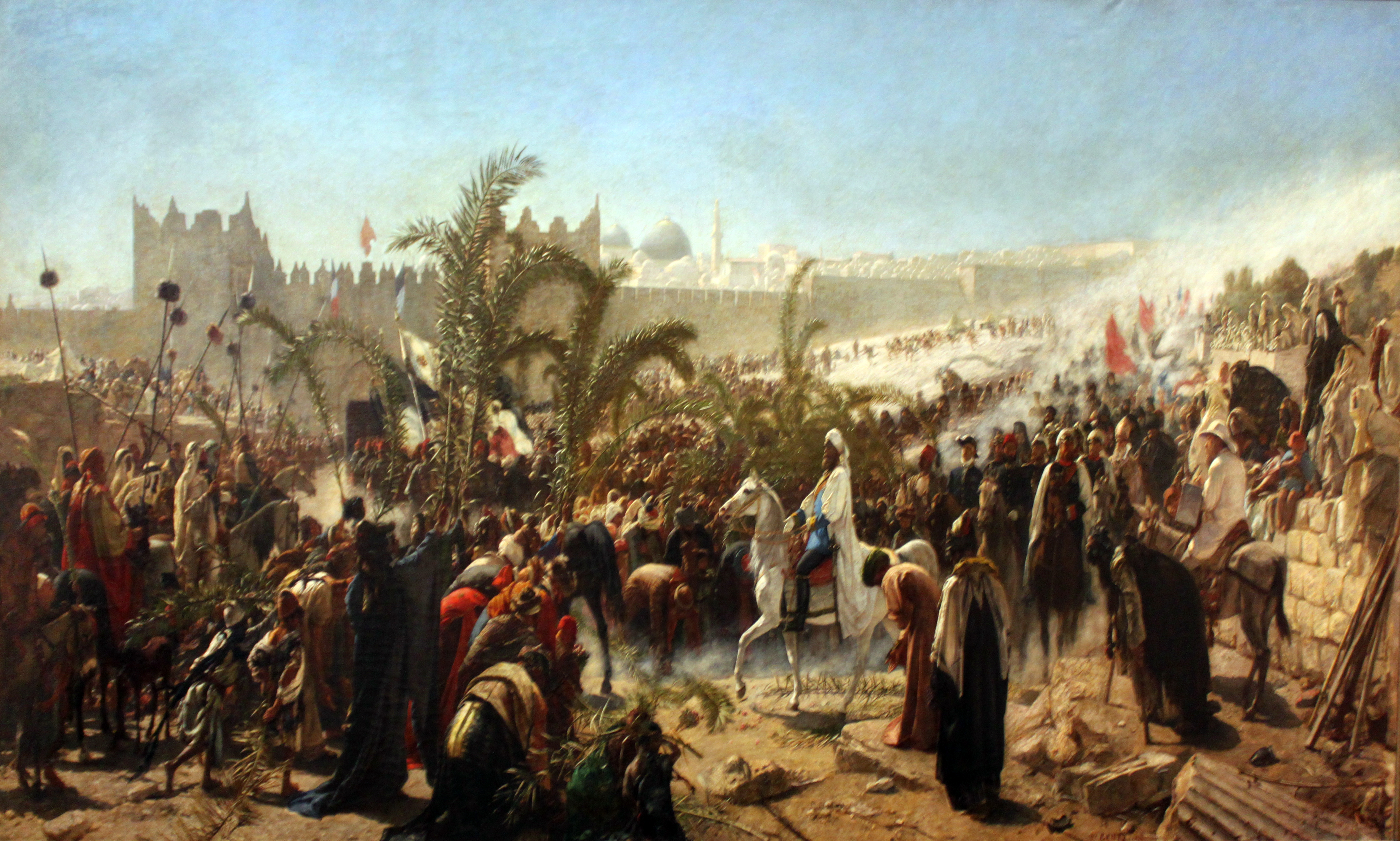
«Въезд германского наследного принца в Иерусалим в 1876 г.»

Вильгельм Карл Генц (нем. Wilhelm Gentz; 9 декабря 1822, Нойруппин, Бранденбург — 23 августа 1890, Берлин, Германская империя) — выдающийся немецкий исторический и этнографическо-жанровый живописец-ориенталист.

## Биография
Сын купца. Первоначально поступил в Берлинский университет им. Фридриха-Вильгельма, но потом, решившись посвятить себя живописи, учился у А. Клёбера в Берлине, с 1845 года в течение девяти месяцев — в Антверпенской Академии искусств, под руководством Г. Вапперса, в 1846 году отправился в Лондон, затем с перерывами до 1852 года занимался в Париже у П. Делароша, М. Глейра и Т. Кутюра.
В 1847 году совершил путешествие через Испанию в Марокко. В 1850 году он отправился через Марсель и Мальту в Египет (который художник впоследствии посещал ещё пять раз) и на Синайский полуостров. Его обратный путь привел его в Малую Азию, Греческий архипелаг, Константинополь и Вену.
Поездки на Восток развили в нём тонкую наблюдательность и повлияли на увлечение ориенталистикой, созданию картин с изображением восточного быта и природы. С появлением каждого нового произведения В. Генц становился всё более известным живописцем. Он изображал сцены, в которых с полнотой, тонкостью и живописностью отражались характерные особенности данной местности и её населения, причём с удивительной силой и правдой; передавал роскошь красок и жгучее солнце юга, не уступая в этом отношении самым первоклассным колористам Франции. Иногда, особенно в начале творчества, он писал также картины библейского, религиозного содержания, придерживаясь в них реалистического направления.
В 1874—1890 годах В. Генц был членом Королевской Прусской Академии художеств в Берлине. В 1881 году император Германии Вильгельм I назначил его профессором живописи.
В качестве иллюстратора сотрудничал с газетой «Беседка» (Die Gartenlaube — Illustrirtes Familienblatt).

## Избранные произведения
- «Христос у Симона фарисея» (хранилась в монастырской церкви в Нойруппине),
- «Христос и блудница» (в Хемницком музее),
- «Христос среди мытарей»,
- «Транспорт невольников в степи» (в Штеттинском музее),
- «Праздник на кладбище в Каире» (в Дрезденской галерее),
- «Встреча двух караванов в пустыне»,
- «Базар в Алжире»,
- «Деревенская школа в Верхнем Египте»,
- «Заклинатель змей» (1872)
- «Въезд германского наследного принца в Иерусалим в 1876 г.» (самая капитальная из картин В. Генца, хранилась в Берлинской национальной галерее). Картина получила большую золотую медаль на Большой академической выставке в Берлине и малую серебряную медаль в Мюнхенской выставке.

Роскошное издание Г. Эберса «Египет» было украшено целым рядом его превосходных иллюстраций.
|  |  |  |  |